# 三好真理
三好 真理（みよし まり）は、日本の外交官。成長戦略として「女性登用」を掲げていた第2次安倍内閣で外務省初の女性局長として領事局長を務めたのち、2015年から2019年まで駐アイルランド特命全権大使。

## 人物・経歴
神奈川県出身。1980年東京大学法学部卒業、外務省入省。1984年ミュンヘン大学政治学部修士。ドイツ公使や法務省仙台入国管理局長を経て、2014年、成長戦略として「女性登用」を掲げていた第2次安倍内閣で外務省初の女性局長として領事局長に就任。2015年駐アイルランド特命全権大使。2019年国際テロ対策・組織犯罪対策協力担当大使兼北極担当大使。2021年退官。同年飯野海運監査役、アジア人口・開発協会評議員、放射線影響研究所評議員。2022年、東京大学公共政策大学院客員教授。2024年、公安審査委員会委員。

## 同期入省
- 末松義規（12年内閣府副大臣・96年衆議院議員）
- 石井正文（17年インドネシア大使・13年国際法局長）
- 大村昌弘（17年フィジー大使）
- 川村裕（20年ノルウェー大使・18沖縄大使・14年コートジボワール大使）
- 越川和彦（16年JICA副理事長・14年スペイン大使・12年官房長）
- 鈴鹿光次（16年アフガニスタン大使）
- 鈴木康久（18年ニカラグア大使・16年レオン総領事）
- 山田文比古（08年東京外国語大学教授）
- 片上慶一（17年イタリア大使・16年外務審議官（経済担当））
- 北野充（14年ウィーン代表部大使・12年軍縮不拡散・科学部長・19年アイルランド大使）
- 石川和秀（14年フィリピン大使・12年南部アジア部長）
- 藤原聖也（14年アルジェリア大使）
- 山崎純（18年シンガポール大使・15年スウェーデン大使・14年儀典長）
- 渡邉正人（17年ブルガリア大使・15年バングラデシュ大使）
- 堀之内秀久（19年オランダ大使・16年カンボジア大使・14年ロサンゼルス総領事）
- 野田仁（18年ルーマニア大使・15年エクアドル大使）
- 髙橋礼一郎（18年オーストラリア大使・15年ニューヨーク総領事・11年アフガニスタン大使）
- 葉室和親（12年トンガ大使）
- 井出敬二（17年北極担当大使・13年クロアチア大使）
- 小原雅博（15年東京大学法学部教授・13年上海総領事）
- 須永和男（19年カタール大使・16年ASEAN大使）
- 姫野勉（17年ガーナ大使）
- 平石好伸（17年チリ大使・14年ジンバブエ大使）
- 水谷章（19年オーストリア大使・17年立命館アジア太平洋大学教授）
- 齊藤貢（18年イラン大使・15年オマーン大使）